# Вавилонски календар
Вавилонски календар је био лунисоларни календар са годинама које су се састојале од 12 лунарних месеци, плус један додатни месец уметан првобитно по декрету а касније по правилу. Месеци су почињали када би први пут био виђен срп младог Месеца ниско над западним хоризонтом о заласку Сунца. Календар је заснован на сумерском претходнику (Ур III) сачуваном у Шулгијевом Ума календару из око 21. века п. н. е.
Година је почињала у пролеће и подељена је у reš šatti ("почетак"), mišil šatti ("средина") и kît šatti ("крај године"). Ипак, у топлој Месопотамији је било уобичајено да се година дели на два годишња доба - „лето“, које је обухватало време жетве јечма (друга половина маја или почетак јуна) и „зиму“, друго полугодиште године. У Асирији су се рачунала три годишња доба а у хладнијој Анадолији четири. У време Сумерије, финансијска нова година је почињала два месеца после жетве јечма, а у неке друге сврхе пре или у време жетве.
Име за „месец“ је било arxu (status constructus arax - /арах/). Да је календар настао у бабилонским а не асирским временима се види по чињеници да је главном асирском божанству додељен „сувишни“ преступни месец. Током Вавилонског ропства Јевреја у 6. веку п. н. е, бабилонски називи месеци су усвојени у хебрејски календар.
У табели су дати називи месеци и (где је доступно) сумерски облик, значење, зодијачки знак и ком богу су посвећени :
| #  | Име          | Сумерски            | Значење                        | Зодијачки знак           | Бог                |
| -- | ------------ | ------------------- | ------------------------------ | ------------------------ | ------------------ |
| 1  | Arax Nisânu  | ITU BARAG.ZAG(.GAR) | „месец светилишта“             | KU (Ован)                | Ану и Бел          |
| 2  | Arax Âru     | ITU GUDDA.SIDI      | „месец праведног бика“         | Бик                      | Еа                 |
| 3  | Arax Simanu  | -                   | -                              | BI(KAŠ) (Близанци)       | Син                |
| 4  | Arax Du'uzu  | (DU.ZID, Думузи)    | -                              | Рак                      | Адар               |
| 5  | Abu          | NE.NE.GAR           | -                              | A (âru, Лав)             | -                  |
| 6  | Ulûlu        | -                   | -                              | Девица                   | Иштар              |
| 7  | Tiš-ri-tum   | ITU DU.U.AZAG       | „почетак (другог полугодишта)" | Вага                     | Шамаш              |
| 8  | Arax-samna   | ITU APIN.GAB(.BA)   | „месец постављања темеља“      | Шкорпија                 | Мардук             |
| 9  | Arax Kislimu | ITU KAN.KAN.NA      | -                              | Стрелац                  | Нергал             |
| 10 | Arax Ṭebêtum | ITU AB.BA.UD.DU     | „месец изласка воде“           | sax - „козорог“ (Јарац?) | Пап-сукал          |
| 11 | Arax Šabaṭu  | ITU AŠ.A.AN         | -                              | GU qâ (Водолија?)        | Раман              |
| 12 | Addaru, Adâr | ITU ŠE.KIN.DUD      | -                              | Рибе                     | Дибара, бог заразе |
| 13 | Ve-adâr      | -                   | -                              | -                        | Ашур               |

Календар је до 5. века п. н. е. био сасвим посматрачки, али од око 499. п. н. е. календар је регулисан лунисоларним циклусом од 19 година са 235 месеци. Овај циклус се назива Метонски (метонички, Метонов) циклус по атинском астроному Метону (432. п. н. е.) али могуће да је он чуо за њега од Вавилонаца. После не више од три изолована изузетка, календар је од 380. п. н. е. (у време персијске владавине) регулисан без изузетка. Од тада је нова година (1. нисану) уредно осцилирала око пролећне равнодневице. Унутар циклуса од 19 година, уметан је месец Адару 2, осим у 17. години циклуса, кад је уметан Улулу 2, што је остатак бипартиције године. 
Током овог периода, први дан (почиње заласком Сунца) сваког месеца је и даље био онај дан када је први пут био опажен срп младог Месеца - календар никада није користио предодређени број дана у неком месецу.